# 영국의 군주 배우자
이 문서는 그레이트브리튼 왕국, 그레이트브리튼 아일랜드 연합 왕국과 그레이트브리튼 북아일랜드 연합 왕국의 군주 배우자를 다루고 있다. 1707년 합병령 이전의 왕비나 부군들은 잉글랜드의 군주 배우자, 스코틀랜드의 군주 배우자, 아일랜드의 군주 배우자 문서를 참조하라.

## 영국의 군주 배우자
| 사진 초상화                        | 이름                                         | 배우자         | 아버지 출신 가문                                                             | 출생일          | 결혼일           | 즉위일           | 퇴위일           | 사망일           |
| 스튜어트 왕가                      | 스튜어트 왕가                                | 스튜어트 왕가  | 스튜어트 왕가                                                                | 스튜어트 왕가   | 스튜어트 왕가    | 스튜어트 왕가    | 스튜어트 왕가    | 스튜어트 왕가    |
| ---------------------------------- | -------------------------------------------- | -------------- | ---------------------------------------------------------------------------- | --------------- | ---------------- | ---------------- | ---------------- | ---------------- |
|                                    | 요르겐 애 단마르크 왕자                      | 앤             | 프레데리크 3세 (올덴부르크)                                                  | 1653년 4월 2일  | 1683년 7월 28일  | 1707년 5월 1일   | 1708년 10월 28일 | 1708년 10월 28일 |
| 하노버 왕가                        |                                              |                |                                                                              |                 |                  |                  |                  |                  |
|                                    | 캐롤라인 폰 브란덴부르크안스바흐             | 조지 2세       | 브란덴부르크 안스바흐 변경백 요한 프리드리히 (호엔촐레른)                    | 1683년 3월 1일  | 1705년 8월 22일  | 1727년 6월 11일  | 1737년 11월 20일 | 1737년 11월 20일 |
|                                    | 조피 샤를로테 추 메클렌부르크슈트렐리츠 공녀 | 조지 3세       | 메클렌부르크 공작 카를 루트비히 프리드리히 (메클렌부르크)                    | 1744년 5월 19일 | 1761년 9월 8일   | 1761년 9월 8일   | 1818년 11월 17일 | 1818년 11월 17일 |
|                                    | 카롤리네 폰 브라운슈바이크볼펜뷔텔 공녀      | 조지 4세       | 브라운슈바이크 공작 카를 빌헬름 페르디난트 (브라운슈바이크볼텐뷔텔)          | 1768년 5월 17일 | 1795년 4월 8일   | 1820년 1월 29일  | 1821년 8월 7일   | 1821년 8월 7일   |
|                                    | 아델하이트 폰 작센마이닝겐 공녀              | 윌리엄 4세     | 게오르크 1세 (작센마이닝겐)                                                  | 1792년 8월 13일 | 1818년 7월 13일  | 1830년 6월 26일  | 1837년 6월 20일  | 1849년 12월 2일  |
|                                    | 작센코부르크고타의 앨버트                    | 빅토리아       | 에른스트 1세 (작센코부르크고타)                                              | 1819년 8월 26일 | 1840년 2월 10일  | 1840년 2월 10일  | 1861년 12월 14일 | 1861년 12월 14일 |
| 작센코부르크고타 왕가 및 윈저 왕가 |                                              |                |                                                                              |                 |                  |                  |                  |                  |
|                                    | 알렉산드라 애 단마르크 왕녀                  | 에드워드 7세   | 크리스티안 9세 (슐레스비히홀슈타인존더부르크글뤽스부르크)                    | 1844년 12월 1일 | 1863년 3월 10일  | 1901년 1월 22일  | 1910년 5월 6일   | 1925년 11월 20일 |
|                                    | 테크의 메리                                  | 조지 5세       | 테크 공작 프란츠 (뷔르템베르크)                                              | 1867년 5월 26일 | 1893년 7월 6일   | 1910년 5월 6일   | 1936년 1월 20일  | 1953년 3월 24일  |
|                                    | 엘리자베스 보우스라이언                      | 조지 6세       | 제14대 스트래스모어 백작 클라우드 보우스라이언 (보우스라이언)                | 1900년 8월 4일  | 1923년 4월 26일  | 1936년 12월 11일 | 1952년 2월 6일   | 2002년 3월 30일  |
|                                    | 에든버러 공작 필립                           | 엘리자베스 2세 | 그리스와 덴마크의 왕자 안드레아스 (슐레스비히홀슈타인존더부르크글뤽스부르크) | 1921년 6월 10일 | 1947년 11월 20일 | 1952년 2월 6일   | 2021년 4월 9일   | 2021년 4월 9일   |
|                                    | 커밀라 섄드                                  | 찰스 3세       | 브루스 섄드                                                                  | 1947년 7월 17일 | 2005년 4월 9일   | 2022년 9월 8일   |                  |                  |

## 같이 보기
- 영국의 군주